# Philipp Carl von Canstein

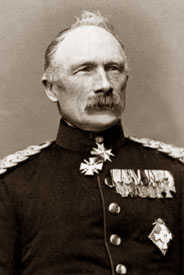
Philipp Carl Freiherr von Canstein

Philipp Carl Christian Freiherr von Canstein (* 4. Februar 1804 in Eschwege; † 5. November 1877 in Kassel) war ein preußischer General der Infanterie.

## Leben

### Herkunft
Philipp Carl war der Sohn des in hessischen Diensten stehenden Kapitäns Christian Ludwig von Canstein (* 29. Juli 1766; † 19. Juni 1813 in Ziegenhain) und dessen Ehefrau Christine, geborene von Wurmb.

### Militärkarriere
Am 1. August 1819 trat Canstein als Kadett in das 2. Infanterie-Regiment in Stettin ein und wurde 1821 zum Sekondeleutnant befördert. Danach folgten mehrere Verwendungen an der Kadettenschule in Berlin, bis er 1849 als Major zum 23. Infanterie-Regiment nach Oberschlesien kam. In Breslau wurde Canstein 1857 als Oberstleutnant Kommandeur des 11. Infanterie-Regiments, 1863 übernahm er das Kommando über die 11. Infanterie-Brigade in Brandenburg an der Havel. Diese führte er im Deutsch-Dänischen Krieg 1864 bei der Erstürmung der Düppeler Schanzen. Hierfür wurde er am 7. Juni mit dem Pour le Mérite ausgezeichnet.
Nach dem Krieg gegen Dänemark wurde Canstein am 4. Januar 1866 Kommandeur der 15. Division in Köln, die er während des Deutschen Krieges am 3. Juli in der Schlacht von Königgrätz führte und für deren Einsatz er am 20. September 1866 mit dem Eichenlaub zum Orden Pour le Mérite ausgezeichnet wurde. Im April 1869 wurde Canstein Gouverneur von Magdeburg. Während des Deutsch-Französischen Krieges 1870/71 war er Befehlshaber in den Marken und Gouverneur von Berlin. Am 8. November 1871 wurde Canstein unter Verleihung des Großkomtur des Königlichen Hausordens von Hohenzollern mit Pension zur Disposition gestellt.

### Familie
Canstein war in erster Ehe seit 19. März 1839 mit Marie von Troschke (1817–1841), der Tochter des Generalleutnants Ernst von Troschke (1780–1847), verheiratet. Nach ihrem Tod heiratete er am 29. Juli 1844 Adelheid von Krauseneck (1817–1888), Tochter von Wilhelm von Krauseneck.
Sohn aus der ersten Ehe:
- Ernst Raban (1840–1911) ⚭ 1864 Elise von Dewitz, gen. von Krebs (1840–1905)

Kinder aus der zweiten Ehe:
- Max Bodo (1845–1920) ⚭ 1880 Charlotte Zipf (* 1861)
- Adelheid Amalie (* 1860)

## Werke
- Anleitung die physikalischen Erdräume mittels einfacher Construktionen aus freier Hand zu entwerfen. Berlin 1835.
- Blicke in die östlichen Alpen und in das Land um die Nordküste des Adriatischen Meeres. Mit einer Übersichts-Charte. Berlin 1837.